# گالی (مینه‌سوتا)
گالی، مینه‌سوتا (به انگلیسی: Gully, Minnesota) یک شهر در ایالات متحده آمریکا است که در شهرستان پولک واقع شده‌است.

## خصوصیات
گالی ۰٫۶۷ کیلومترمربع مساحت و ۶۶ نفر جمعیت دارد و ۳۸۹ متر بالاتر از سطح دریا واقع شده‌است.